# Fontaine-la-Soret
Pour les articles homonymes, voir Fontaine et Soret.
Fontaine-la-Soret est une ancienne commune française située dans le département de l'Eure, en région Normandie. Depuis 1er janvier 2017 elle est intégrée dans la commune nouvelle de Nassandres sur Risle.

## Géographie
Fontaine-la-Soret est une commune du Nord-Ouest du département de l'Eure. Elle se situe aux confins est du Lieuvin, sur les bords ouest de la vallée de la Risle laquelle marque la limite avec le plateau du Neubourg. La commune est à 5 km au sud-ouest de Brionne, à 11 km au nord-est de Bernay, à 35 km au nord-ouest d'Évreux et à 42 km au sud-ouest de Rouen.
| Franqueville                                 | Aclou             | Brionne                                                  |
| Carsix (comm. nouv. de Nassandres-sur-Risle) | Fontaine-la-Soret | Brionne Nassandres (comm. nouv. de Nassandres-sur-Risle) |
|                                              | Serquigny         |                                                          |

### Hydrographie
La commune est traversée par la Risle.

## Histoire
La commune de La Rivière-Thibouville est indépendante au cours du XIXe siècle. Une sucrerie est mentionnée dans les années 1860. Une gare de la ligne de Serquigny à Oissel y est ouverte en 1865 . Elle est fermée vers la fin du XXe siècle.

## Politique et administration
| Période                                  | Période  | Identité              | Étiquette | Qualité     |
| ---------------------------------------- | -------- | --------------------- | --------- | ----------- |
| mars 2001                                | 2014     | Jean-Pierre Delaporte | DVD       |             |
| mars 2014                                | En cours | Marc Baron            | DVD       | Agriculteur |
| Les données manquantes sont à compléter. |          |                       |           |             |

## Démographie
L'évolution du nombre d'habitants est connue à travers les recensements de la population effectués dans la commune depuis 1793. À partir du 1er janvier 2009, les populations légales des communes sont publiées annuellement dans le cadre d'un recensement qui repose désormais sur une collecte d'information annuelle, concernant successivement tous les territoires communaux au cours d'une période de cinq ans. 
Pour les communes de moins de 10 000 habitants, une enquête de recensement portant sur toute la population est réalisée tous les cinq ans, les populations légales des années intermédiaires étant quant à elles estimées par interpolation ou extrapolation. Pour la commune, le premier recensement exhaustif entrant dans le cadre du nouveau dispositif a été réalisé en 2008,.
En 2014, la commune comptait 385 habitants, en évolution de −3,99 % par rapport à 2009 (Eure : +2,66 %, France hors Mayotte : +2,49 %).
| 1793 | 1800 | 1806 | 1821 | 1831 | 1836 | 1841 | 1846 | 1851 |
| ---- | ---- | ---- | ---- | ---- | ---- | ---- | ---- | ---- |
| 710  | 695  | 729  | 800  | 839  | 800  | 786  | 687  | 671  |

| 1856 | 1861 | 1866 | 1872 | 1876 | 1881 | 1886 | 1891 | 1896 |
| ---- | ---- | ---- | ---- | ---- | ---- | ---- | ---- | ---- |
| 587  | 544  | 528  | 484  | 524  | 469  | 468  | 463  | 493  |

| 1901 | 1906 | 1911 | 1921 | 1926 | 1931 | 1936 | 1946 | 1954 |
| ---- | ---- | ---- | ---- | ---- | ---- | ---- | ---- | ---- |
| 519  | 579  | 520  | 516  | 513  | 530  | 508  | 553  | 524  |

| 1962 | 1968 | 1975 | 1982 | 1990 | 1999 | 2008 | 2013 | 2014 |
| ---- | ---- | ---- | ---- | ---- | ---- | ---- | ---- | ---- |
| 476  | 486  | 431  | 382  | 361  | 362  | 394  | 387  | 385  |

## Culture locale et patrimoine

### Lieux et monuments

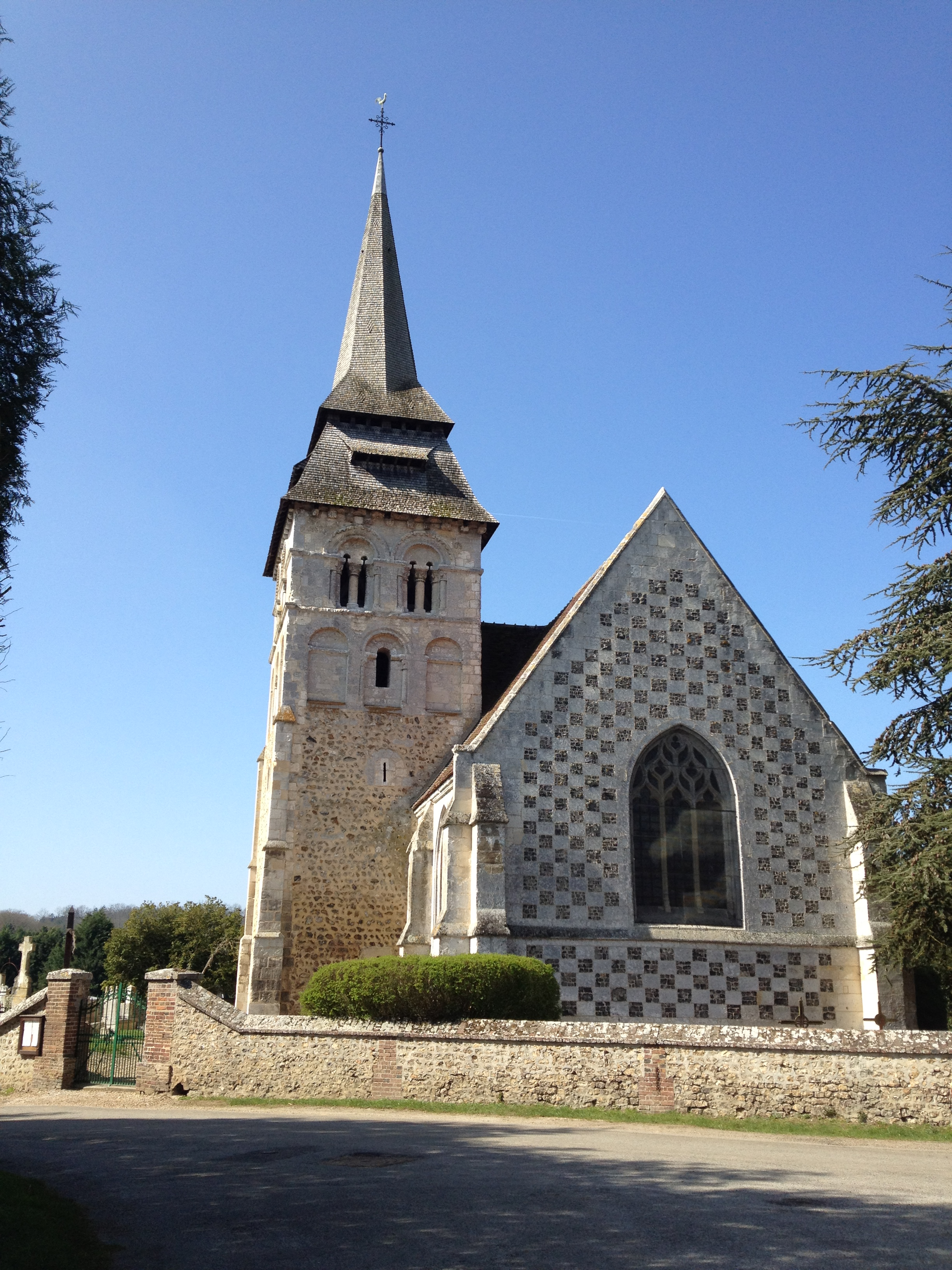
L'église Saint-Martin.

La commune de Fontaine-la-Soret compte quatre édifices classés ou inscrits au titre des monuments historiques :
- le château de Fontaine-la-Soret (XVIIIe),  Inscrit MH (1986)[13],[14]. Ce château a été bâti peu de temps avant la Révolution pour M. d'Augny, fermier général ;
- le parc du château de Fontaine-la-Soret (XVIIIe et XIXe)[15],  Inscrit MH (1995).
Le château et son parc bénéficient en outre du Label « Patrimoine du XXe siècle »[16] ;
- l'église Saint-Martin,  Classé MH (1846)[17]. La nef et le clocher sont de la deuxième moitié du XIe siècle. Le chœur date du XVIe siècle ; le portail ouest et la chapelle des fonts du XVIIIe siècle. Une importante restauration du clocher a été entreprise au XIXe siècle[18] ;
- la chapelle Saint-Éloi du prieuré Saint-Lambert au lieu-dit Malassis(XIe et XIIe),  Inscrit MH (1936)[19],[20]. Le chœur date du XIIe siècle ; l'abside et le massif ouest, de la seconde moitié du XIe siècle. Elle a été donnée en 1126 à l'abbaye du Bec pour la fondation du prieuré. Le logis a été reconstruit au XVe siècle, puis remanié au XIXe siècle.

Par ailleurs, les édifices suivants sont inscrits à l'inventaire général du patrimoine culturel :

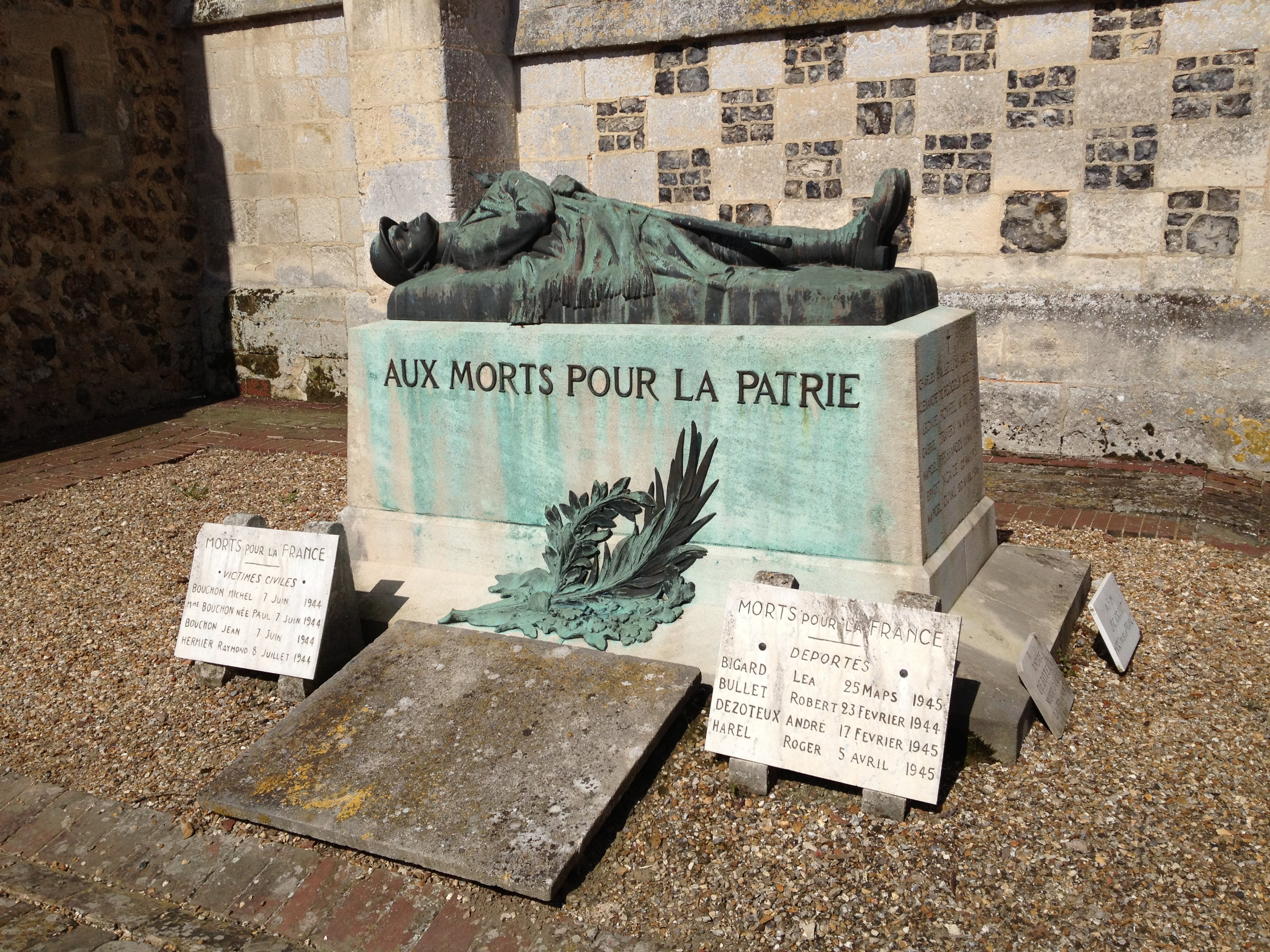
Le monument aux morts
dû à Charles-Henri Pourquet.

- un manoir du XVIIe siècle[21] ;
- deux maisons : l'une des XVIIe et XIXe siècles[22], l'autre du XVIIIe siècle au lieu-dit le Catillon[23] ;
- la maladrerie Saint-Brice (XIIe) au lieu-dit Saint-Bris[24]. La maladrerie est citée pour la première fois vers 1139. Elle est convertie en ermitage au XVIIIe siècle. Elle est aujourd'hui entièrement détruite.

### Patrimoine naturel

#### Natura 2000
- Risle, Guiel, Charentonne[25].

#### ZNIEFF de type 1
- Les prairies du moulin d'Aclou[26].
- Les prairies de Fontaine-la-Soret[27].
- Le bois de Saint-Brice[28].
- Les prairies des ruisseaux marneux sud[29].
- Les prairies des ruisseaux marneux nord[30].

#### ZNIEFF de type 2
- La vallée de la Risle de la Ferrière-sur-Risle à Brionne, la forêt de Beaumont, la basse vallée de la Charentonne[31].

#### Site classé
- Le parc du château,  Site classé (1988)[32] est labellisé  Jardin remarquable[33].

#### Site inscrit
- Les deux doubles rangées d'ormes de la RN 13 (RD 613)[34],  Site inscrit (1947).

### Personnalités liées à la commune
- Auguste Celos (1860-1936), homme politique, maire de Bernay de 1912 à 1925, député de l'Eure de 1913 à 1919.